# 岩﨑名美
岩﨑 名美（いわさき なみ、1996年10月25日 - ）は、日本のファッションモデル、女優、タレント。「岩崎」と誤植されることがあるが、正しくは「岩﨑」である。
東京都練馬区出身。
所属事務所はイデア。 2017年12月までハーデスエンタテインメント。2015年3月までカレントと業務提携。

## 略歴
- 小6のときに原宿・竹下通りでスカウトされる[6][7]。その日スカウトされた回数は20回前後にも上った[8]。
- 2009年、ティーン向けファッション誌『ハナチュー』（主婦の友社）の専属モデルとしてデビュー。
- 2011年2月、サントリー「なっちゃん」でCM初出演。
- 2012年4月、フジテレビ『めざましテレビ』「イマドキ」コーナーレギュラー出演[9]（水曜担当、同年6月まで）。
- 2012年10月より雑誌『JJ』（光文社）専属モデルとなる[10]（15歳で専属モデルとなる）。
- 2012年11月、2013年度東レキャンペーンガールに就任[11]。
- 2013年1月31日〜9月26日、ニコニコ生放送『西川貴教のイエノミ!!』3代目アシスタントに就任。
- 2013年4月22日、TBS『パフォーマンスA』にレギュラーMCとして出演[12]。
- 2013年6月、「よみうりランド」2013年夏のイメージキャラクターに就任。[13]
- 2013年7月31日、2013-14 WOWOWリーガールに就任。[14]
- 2015年4月1日、6年間所属していた株式会社カレントを辞めたことをブログで報告[15]。ハーデスエンタテインメントとの所属契約は継続。
- 2017年12月16日、イデアに移籍したことをTwitter（現・X）で報告[tw 1]。
- 2018年より雑誌『CLASSY.』（光文社）の最年少モデルを務める[16]

## 人物
- 名前の由来について、「名」は「名画」「名誉」から取り、それに「美」を付けたもので、祖父が命名した[映像 1]。
- 身長169cm。股下は85cm、膝下は43cmと膝上よりも長く、「カモシカ脚」とも呼ばれる[7]。芸能界入りした小6当時で既に166cmあった[6]。脚にはこだわりがあり、外側に筋肉がつかないように内腿をメインに鍛えたり、むくまないようにヒールを履かないなど徹底している[17]。
- アニメと漫画が好きで、一部ファンから「ナミヲ」と呼ばれる[7]。
- 特技はドラム[18][注 1]、ダンス、バスケットボール[7]。
- 3代目アシスタントを務めた『西川貴教のイエノミ!!』では、ユーザーから主に「かもなみ」の愛称で呼ばれている。これは初登場回（第38回）にて、AKB48ファンである証明として大量に購入した同一シングルのCDやグッズを紹介したところ、西川貴教から「まんまとAKB商法にハマっている」「いいカモ」と言われたことに由来している[19]。
- AKB48のいわゆる推しメンは佐藤亜美菜で、顔を認識されるくらい握手会に通い続け[8]、「なみゆちやん」とニックネームまでつけて貰ったほどである[20]。また、同い年である松井珠理奈は親友[21]。
- 旧事務所からは「40歳までは恋愛禁止」を通達されていた[22]。
- 乃木坂46では、西野七瀬を推している[23]。
- 現在の事務所系列の先輩でもある久松郁実とは『Hana*chu→』時代から親交があり、ファーストDVDリリースに当たりアドバイスを受けた[24]。
- プロ野球は横浜DeNAベイスターズのファンであり[tw 2]、同球団でプレーしていたネフタリ・ソト（現千葉ロッテマリーンズ）を好みのタイプに挙げている[25]。
- 目標とする人物は同じくファッションモデル出身の松嶋菜々子[26]。

## 出演

### テレビドラマ
- アスコーマーチ〜明日香工業高校物語〜 第4話（2011年5月29日、テレビ朝日） - 横浜永鈴高校の女子生徒 役
- デカ 黒川鈴木（2012年1月 - 3月、読売テレビ） - 居酒屋の娘 役
- 獣電戦隊キョウリュウジャー第33話（2013年10月13日、テレビ朝日） - エリカ 役
- 慰謝料弁護士〜あなたの涙、お金に変えましょう〜（2014年1月 - 3月、読売テレビ） - 篠塚里奈 役
- 碧の海〜LONG SUMMER〜（2014年6月 - 8月、東海テレビ） - バニラエアグランドスタッフ 役

### その他のテレビ番組
- めざましテレビ（2012年4月 - 6月、フジテレビ）- 「イマドキ」水曜レギュラー
- GWスペシャルダイバーシティいきまーす！（2012年4月28日、フジテレビ）
- ツボ娘（2013年2月13日、TBS）- ゲスト
- パフォーマンスA（2013年4月 - 6月、TBS）- MC
- ダウンタウンDX（2013年5月9日、9月26日、読売テレビ）- ゲスト
- 吉本漫才プレミアムシアター（2013年5月12日・9月21日、BSスカパー!）- アシスタント
- 芸人報道（2013年7月8日、日本テレビ）- ゲスト
- パフォーマンスZ（2013年7月 - 9月、TBS）- MC
- リーガダイジェスト!（2013年8月 - 2014年5月、WOWOW）- リーガール
- アグレッシブですけど、何か?（2013年11月6日、広島ホームテレビ） - スタジオゲスト（第303話 ドラゴンですけど、何か?）
- なるほどプレゼンター!花咲かタイムズDX（2014年1月1日、中部日本放送） - スタジオゲスト
- SUPER GT+（2015年3月29日 - 2017年3月19日、テレビ東京）- リポーター
- モデルプレスナイト（2017年 - 2018年、Kawaiian for ひかりTV4K） - アシスタント
- 上田と女が吠える夜 （2022年8月3日、日本テレビ）
- &sauna（2022年10月 - 、北海道文化放送） - リポーター

### 映画
- 今日、恋をはじめます（2012年12月8日公開、東宝 / TBS / WOWOW）- クラスメイト
- アオハライド（2014年12月13日公開、東宝）- 女子友

### CM
- なっちゃん（2011年2月 - 2012年2月、サントリー）
- PUMA FITNESS（2013年5月 - 、プーマ）
- AOKI「60周年セール」（2018年10月 - 3月）

### インターネットテレビ
- 「西川貴教のイエノミ!!」三代目アシスタント
- DeNA SHOWROOM番組「バニラエア〜岩﨑名美のたびトモ気分」MC

### 舞台
- 蒼い季節（2016年4月、エアースタジオ）
- ろまんす（2016年9月、劇団エンジン）
- さらば俺たち賞金稼ぎ団（2017年2月、TOEI HERO NEXT）
- 思い出パレット（2017年5月、劇団エンジン）

### イベント
- MAKE WITH HAPPY!! LOWRYS FARM 20th Anniversary（2012年11月23日、ローリーズファーム）
- 神戸コレクション（2013年3月9日、毎日放送）
- 東京ランウエイ（2013年3月20日、毎日放送）
- Puma MODEL'S DANCE PROJECT（2013年3月30日、プーマ）
- 小田急百貨店サマーリゾートファッションショー（2013年5月25日）
- SGC SUPER LIVE 2013（2013年6月1日・2日）
- 三愛水着ファッションショーサンシャインシティ（2013年7月15日）
- シティリビングシティOL夏祭り2013ホテル椿山荘東京（2013年7月23日）
- 神戸コレクション（2013年9月1日、毎日放送）
- 東京ランウエイ（2013年9月14日、毎日放送）
- 沖縄国際映画祭（2014年3月20日）
- ガールズアワード（2014年4月19日）
- 東京ガールズコレクション（2014年9月6日）
- スーパーガールズエキスポ（2014年11月22日・23日）
- 東京ガールズコレクション（2017年3月25日）

### その他
- 2013年：東レキャンペーンガール
- 2013年：よみうりランド夏のイメージキャラクター
- 2013年 - 2014年：WOWOWリーガール
- 2014年：バニラ・エア公式たびトモ

## 作品

### DVD
- #美脚 THE BODY!!（2021年5月25日、コペル）[27][24]
- イワナミ・美脚でGO!（2021年5月25日、Happinet）

## 書籍

### 雑誌掲載
- Hana*chu→（2009年10月号 - 2011年5月号、主婦の友社）- 専属モデル
- 週刊少年サンデー（2010年12月 - 2016年3月、小学館）- 『サンデー青春学園』コーナー
- B.L.T.（2012年5月号・2013年3月号・2013年6月号、東京ニュース通信社） - グラビア
- JJ（2012年12月号 - 2014年、光文社） - 専属モデル
- 週刊プレイボーイ（2012年12月17日・31日・2013年1月14日・4月1日・22日、集英社） - グラビア
- 週刊ポスト（2013年1月12日、小学館） - 真冬の水着キャンギャル図鑑
- Pen（2013年1月15日、阪急コミュニケーションズ） - ブレイク前夜の、期待の新星に注目!
- 週刊文春（2013年1月24日、文藝春秋） - 真冬の水着キャンペーンガール
- 日経エンタテインメント!（2013年2月号、日経BP） - 2013年をにぎわす女たち
- 週刊ヤングジャンプ（2013年3月7日、巻頭グラビア / 2013年8月1日、表紙・巻頭グラビア、集英社）
- UP to boy（2013年6月号、ワニブックス） - グラビア
- サッカーゲームキング（2013年8月24日、フロムワン） - 表紙、特集、インタビュー
- ビッグコミックスピリッツ（2014年3月17日、2014年8月11日 - グラビア、小学館）
- CLASSY.（2018年7月号 - 、光文社） - 専属モデル